# Тучков, Павел Алексеевич (1803)
Па́вел Алексе́евич Тучко́в (1803—1864) — генерал-адъютант, генерал от инфантерии, из рода Тучковых. Московский военный генерал-губернатор. Член Государственного совета. Племянник и полный тёзка героя Отечественной войны 1812 года генерала П. А. Тучкова.

## Биография
Павел Алексеевич был сыном генерал-майора Алексея Алексеевича Тучкова (1766—1853) и Каролины Ивановны Ивановской. Его брат, Алексей, был связан с декабристским движением.
Воспитывался в Благородном пансионе при Московском университете (1815) и Пажеском кадетском корпусе (1817). После окончания в 1817 московского училища для колонновожатых был произведён в чин прапорщика и выпущен в Свиту Е. И. В. по квартирмейстерской части. В декабре 1817 прибыл в главную квартиру 1-й армии в Могилёве.
В 1817—1820 годах — на съёмке пространства, занимаемого войсками 1-й и 2-й армий. В августе 1820 переведён в Гвардейский генеральный штаб. В полевой сезон 1820—1821 гг. — на съёмке реки Березина, топографических маршрутов от Рязани через Козлов и Липецк до Воронежа, от г. Видзы через Себеж до ст. Ликошкина. В 1823 участвовал в съёмке топографических маршрутов от Могилёва через Мстиславль, Рославль и Брянск до Орла, откуда после смотра вернулся в главную квартиру армии. С 3 декабря 1823 по 1 апреля 1824 был в отпуске. 20 мая 1825 прикомандирован к Гвардейскому корпусу на время манёвров. В августе 1825 командирован начальником Главного штаба бароном И. И. Дибичем в Астраханскую губ. для составления статистического описания её частей. В сентябре 1825 командирован в Таганрог. После смерти Александра I сопровождал гроб с его телом до Москвы.
С 12 января 1826 по 1 апреля 1827 официально числился в отпуске. Однако, в августе 1826 и. д. старшего адъютанта, по части Генерального штаба, при начальнике штаба сводного гвардейского отряда ген.-адъютанте А. И. Нейдгарте, на коронационных торжествах в Москве. С 14 августа 1826 командирован с особым поручением в Константинополь в распоряжение российского посланника в Турции тайного советника А. И. Рибопьера. С 4 сентября 1826 по 26 сентября 1827 производил съёмки маршрутов по главным дорогам Европейской Турции и окрестностей Константинополя с проливом Константинопольским. В октябре 1827 вернулся в С.-Петербург.
Во время русско-турецкой войны 1828—1829 гг. командирован во 2-ю армию. 18 апреля 1828 назначен капитаном над колонновожатыми. 28 апреля прибыл в Кишинёв. В мае участвовал в осаде крепости Браилов. С 24 мая — и. д. капитана над колонновожатыми при главной квартире армии. 27 мая участвовал в сражении на переправе через Дунай у Сатуново, 7 июля — при селении Баландык; 17 июля назначен и. д. обер-квартирмейстера отряда ген.-лейтенанта Ф. В. Ридигера; 17-19 июля участвовал в боях при селении Чифлик, 3 августа — при селении Костеж, 8 августа вернулся в главную квартиру; 24 сентября прибыл под крепость Варну и 29 сентября присутствовал при сдаче крепости. Вследствие болезни, в октябре 1828 отправлен в Россию и в ноябре прибыл в Одессу.
В декабре 1828 прикомандирован к канцелярии ген.-квартирмейстера Главного штаба. 15 мая 1829 назначен и. д. обер-квартирмейстера войск в С.-Петербурге. В апреле 1830 назначен преподавателем военных наук (тактики и военной истории) в Школе гвардейских подпрапорщиков и кавалерийских юнкеров (12.04. столовые деньги 2000 руб. в год не в пример другим). С 1 мая — обер-квартирмейстер отдельного Гвардейского корпуса.
В кампанию 1831 против польских повстанцев 8 февраля выехал из С.-Петербурга; 25.02 прибыл в Белосток, 15.03 в Тыкоцин, 17.03 в Ломжу для составления дислокации гвардии. С апреля по август 1831 участвовал в разных стычках с польскими повстанцами при движении армии к Варшаве, в августе 1831 — в штурме передовых укреплений и городского вала Варшавы. В октябре 1831 выступил в Россию. С 7 ноября 1831 по 10 августа 1832 — в отпуске.
10 января 1834 назначен и. д. начальника штаба Гренадерского корпуса, 30 августа пожалован во флигель-адъютанты Свиты Е. И. В., 1 августа 1836 утверждён в должности, с производством в ген.-майоры и с оставлением в Генеральном штабе.
С 25 декабря 1840 по 11 января 1843 был в отставке по состоянию здоровья, с назначением пенсии в 2/3 оклада. В 1843 приглашен министром государственных имуществ генерал-адъютантом графом П. Д. Киселёвым на должность члена Совета министра и 11 января определён на службу в М-во государственных имуществ. 18 февраля 1843 произведён в действительные статские советники. С 30 мая 1843 ревизовал управления государственными имуществами в Рязанской, Тамбовской, Пензенской и Саратовской губерниях.
C 13 декабря 1843 переименован в ген.-майоры и назначен директором Военно-топографического депо, с зачислением по Генеральному штабу, 16.12 вступил в должность. В 1844—1851 руководитель триангуляций Тверской губернии и частей Новгородской, Вологодской, Владимирской и Ярославской губерний. В 1847—1850 производил тригонометрические съемки в Царстве Польском и Австрии. 26.11.1848 награждён орденом Св. Георгия 4 кл. (№ 7932 по списку Григоровича — Степанова) за выслугу 25 лет в офицерских чинах. Действительный член Русского географического общества с 19 сентября (1 октября) 1845 года. Произведён в ген.-лейтенанты 11 апреля 1848.

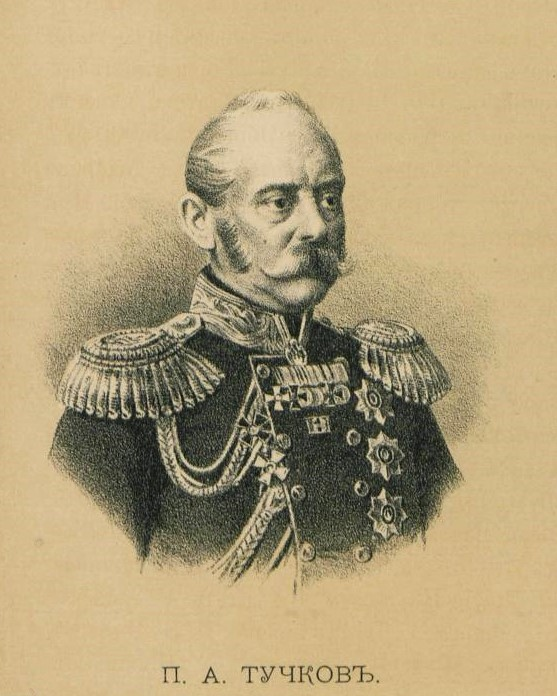
П. А. Тучков

В ходе Крымской войны 1853—56, с 15 мая 1855 назначен и. д. начальника штаба Средней армии, 13.06 вступил в должность. С 14 сентября 1856 назначен и. д. начальника отдельного корпуса резервов армейской пехоты, с оставлением в Генеральном штабе; 14.10 отправился, 28.10 прибыл к должности. В той должности 24 июня 1857 назначен председателем Комиссии для рассмотрения следственных дел и дознаний и постановления приговоров о беспорядках и злоупотреблениях по снабжению войск бывших Южной армии и войск, в Крыму находящихся, различными предметами довольствия. С 6 декабря 1858 утверждён в должности начальника резервов. 17 апреля 1859 пожалован в генерал-адъютанты Свиты.
С 8 августа 1859 — генерал от инфантерии и московский военный генерал-губернатор, с оставлением в Генеральном штабе. С 17 октября 1859 — почётный член Императорского московского общества сельского хозяйства. 13 ноября 1859 назначен попечителем Московской практической академии коммерческих наук. Президент Московского бегового общества. Инициатором введения в Москве нового общественного управления, положение о котором принято 20 марта 1862. На смену Шестигласной думе пришли общесословные выборные структуры — Общая и Распорядительная думы, где большинство важных городских проблем разрешалось на совместных заседаниях, гласных от всех сословий.
Студенческие волнения в сентябре—октябре 1861 закончились столкновением с полицией у гостиницы «Дрезден» на Тверской улице и арестом посланных на переговоры студентов в генерал-губернаторском доме. По настоянию генерал-губернатора был открыт городской Статистический комитет, действовавший независимо от губернского. По примеру С.-Петербурга, учреждён Адресный стол. При его поддержке созданы Московский зоологический сад и Арнольдо-Третьяковское училище для глухонемых.
С 23 апреля 1861 — член Государственного совета. С 26 августа 1862 зачислен в лейб-пехотный Бородинский Его Величества полк.
Скончался в Москве 21 января (2 февраля) 1864 года на 61-м году жизни; похоронен на кладбище Новодевичья монастыря.
В знак признательности и уважения к его заслугам москвичи на собранные по подписке средства соорудили ему надгробный памятник (снесён при советской власти). Его фамилия выбита на медали «В память 50-летия Корпуса военных топографов».

## Чины и звания
- Паж (07.02.1811)
- Прапорщик (26.11.1817)
- Подпоручик (10.12.1819) за отличие
- Поручик (3.02.1823)
- Штабс-капитан (29.03.1825)
- Капитан (22.08.1827) за отличие
- Полковник (14.11.1828) за отличие
- Флигель-адъютант (30.08.1834)
- Генерал-майор (01.08.1836) за отличие
- Действительный статский советник (8.02.1843)
- Генерал-майор (13.12.1843, со старшинством с 19.07.1839)
- Генерал-лейтенант (11.04.1848)
- Генерал-адъютант (17.04.1859)
- Генерал от инфантерии (08.09.1859)

## Награды
- Высочайший подарок в 500 руб. (12.12.1824)
- Серебряная медаль в память пребывания при гробе Александра I (4.09.1826)
- Орден Святого Владимира 4 ст. (29.07.1827) за командировку в Турцию
- Орден Святой Анны 2 ст. с мечами (14.03.1829) за отличие при Костеже
- Единовременное годовое жалование не в зачет (24.09.1829)
- Серебряная медаль «За турецкую войну. 1828—1829» (01.10.1829)
- Высочайший подарок в 2000 руб. за составление «полной истории» лейб-гвардии Измайловского полка (дек. 1830)
- Императорская корона к ордену Святой Анны 2 ст. (19.03.1831)
- Орден Святого Владимира 3 ст. с мечами (25.06.1831) за отличие при дер. Жолтки
- Вмененная аренда по чину на 12 лет за отличие при штурме Варшавы (01.03.1832)
- Единовременно 400 руб. (6.12.1832)
- Знак ордена За военное достоинство 4 ст. (1832)
- Серебряная медаль «За взятие приступом Варшавы» (1832)
- Высочайшая благодарность за составление журнала похода и действий гвардии (24.10.1833)
- Высочайшее благоволение за смотры, парады, учения, манёвры (21.08, 23.08, 30.08, 04.09.1834)
- Высочайшее благоволение за смотры, парады, учения, манёвры (22.01, 25.03, 17.07, 28.07.1836)
- Знак отличия беспорочной службы за «XV» лет (22.08.1836)
- Высочайшее благоволение за смотры, парады, учения, манёвры (23.07, 29.07.1837; 13.08.1838)
- Орден Святого Станислава 1 ст. (25.06.1839)
- Высочайшее благоволение за смотры (31.07, 01.08.1840)
- Орден Святой Анны 1 ст. с мечами (01.08.1840)
- Вмененная аренда 1200 руб. серебром на 6 лет с 04.03.1844 (08.11.1843)
- Императорская корона к ордену Святой Анны 1 ст. (19.06.1845)
- Особенное высочайшее благоволение за смотр (16.01.1847)
- Орден Святого Владимира 2 ст. с мечами (30.05.1847)
- Высочайшее благоволение за смотр (14.05.1848)
- Орден Святого Георгия 4 ст. за 25 лет службы в офицерских чинах (26.11.1848)
- Аренда продлена на 6 лет (20.03.1850)
- Высочайшее благоволение (08.04.1850)
- Табакерка с вензелевым изображением имени Е. И. В. (25.06.1851)
- Знак отличия беспорочной службы за «XXX» лет (22.08.1852)
- Орден Белого Орла (17.07.1853)
- Высочайшее благоволение за смотр (16.01.1856)
- Вмененная аренда 1500 руб. серебром в год на 6 лет (30.03.1856)
- Орден Святого Александра Невского (26.08.1856)
- Тёмно-бронзовая медаль «В память войны 1853—1856», на Владимирской ленте (26.08.1856)
- Высочайшее благоволение за смотры (08.07, 17.07.1857)
- Знак отличия беспорочной службы за «XXXV» лет (22.08.1857)
- Высочайшее благоволение за смотр (25.08.1857)
- Особенное высочайшее благоволение за смотр (8.09.1859)
- Алмазные знаки к ордену Александра Невского (17.04.1862)
- Высочайшее благоволение (24.08, 20.12.1862)
- Орден Святого Владимира 1 ст. (17.04.1863)

иностранные:
- Австрийский Орден Железной короны 1 ст. (30.01.1851) за съемки в Царстве Польском и Австрии
- Прусский Орден Красного Орла 1 ст. (10.03.1854) за содействие к успешному окончанию соединения российской и прусской триангуляции

## Брак и дети

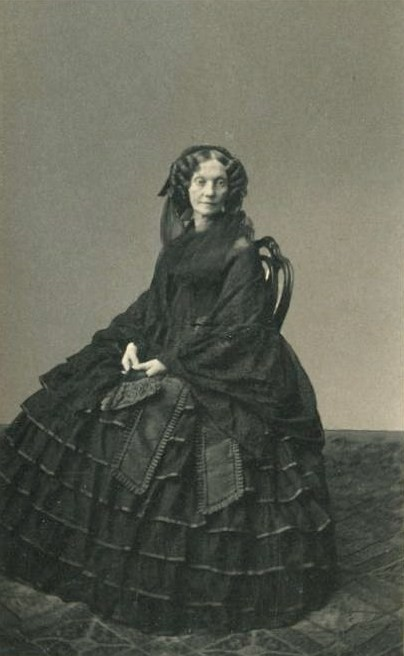
Елизавета Ивановна Тучкова

Жена (с 05 февраля 1830 года) — Елизавета Ивановна Веригина (04.07.1805—02.09.1875), сестра генерал-квартирмейстера, члена Государственного совета А. И. Веригина, внучка писателя А. С. Хвостова. В связи с высокой должностью мужа была пожалована в кавалерственные дамы ордена св. Екатерины (меньшого креста) (1861). Благотворительница и учредительница Дамского тюремного комитета в Москве. По словам современника, Тучкова была очень умная, добрая женщина и нежная мать, во всем согласовалась с волею и наклонностями своего любимого мужа. Не любя блестящего общества, супруги Тучковы предпочитали тихую, спокойную семейную жизнь и пользовались ею вполне. Дети их наследовали от родителей ту же доброту, скромность и простоту, отличались безусловной преданностью и глубоким почтением к родителям, ровно как и крепкой взаимной сердечностью между собой. Умерла в Петербурге от воспаления легких, похоронена рядом с мужем в Москве на кладбище Новодевичьего монастыря. Их дети:
- Алексей (25.04.1831[10]—28.01.1833).
- Михаил (1832—1890) — генерал-майор Свиты Е. И. В. (30.08.1875—30.08.1885), генерал-лейтенант (30.08.1885) запаса армейской пехоты, соучредитель Московского отделения Императорского Русского Музыкального общества, первый секретарь Московского братолюбивого общества снабжения неимущих квартирами, соучредитель и вице-председатель Общества Белого креста, был женат на графине Елене Федоровне Орловой-Денисовой (1843—1898).
- Николай (03.02.1834—09.11.1893) — генерал-майор Свиты Е. И. В. (01.01.1878—30.08.1888), генерал-лейтенант (30.08.1888) запаса армейской пехоты, почётный мировой судья Мышкинского уезда Ярославской губернии, предводитель дворянства Мышкинского (1884—1886) и Углицкого (1893) уездов, был женат на Екатерине Константиновне Опочининой, внучке Ф. П. Опочинина, попечительницы и почётной блюстительницы Шишкинского двухклассного училища Мышкинского уезда[11].
- Александра Павловна Мещерская, княгиня (10.11.1837—19.02.1881), супруга (с 17 апреля 1857 года)[12] князя Николая Николаевича Мещерского (1834—1893), камер-юнкера, действительного статского советника (01.01.1892), медынского уездного предводителя дворянства (1875—1892).
- Александр (5.02.1843—21.02.1917), — генерал-майор (3.06.1888), главный смотритель Странноприимного дома для увечных и больных графа Н. П. Шереметева, член Московского художественного общества, был женат на Екатерине Дмитриевне Белевцевой (1843—1930), попечительнице Мариинского приюта, член Московского отделения Российского общества Красного Креста.
- Юрий (9.12.1844—20.09.1853) — паж.

## Сочинения
- Главные черты моей жизни. — СПб.: Тип. В. С. Балашева, 1881. — 64 с.